# Transició de fase quàntica
La transició de fase quàntica és un terme de la mecànica quàntica.
En física i química, una transició de fase fa referència a l'estat d'agregació de la matèria (sòlid, líquid, gasós). El canvi d'estat és la transformació d'un sistema termodinàmic d'un estat d'agregació de la matèria a un altre.

## Definició de la transició de fase quàntica
Només es pot parlar de transició de fase quàntica al zero absolut de temperatura (T = 0). Però, tots els experiments es fan a una temperatura diferent de la del zero absolut, però molt baixa. L'objectiu final de qualsevol teoria sobre la transició de fase quàntica és poder dir què succeeix en la discontinuïtat a T>0. Per a fer això, generalment, es fa servir un paràmetre diferent de la temperatura, com per exemple la variació d'energia (efecte Josephson), el camp magnètic (sistema de Hall quàntic), el dopatge dels superconductors, i el desordre d'un conductor en proximitat de la transició.

## Teories de camps
Un bon mètode per a estudiar les transicions de fase quàntiques és utilitzar una teoria quàntica de camp i aplicar-la al sistema en estudi. Les condicions per a aplicar una teoria de camp des del punt de vista de la física de les partícules són respectar els límits matemàtics de Λ → ∞ e J → ∞ mentre Δ, ξ, x, ω i T resten fixats (amb ω freqüència de les escales).